# Ouléma
Ne doit pas être confondu avec Oulema.

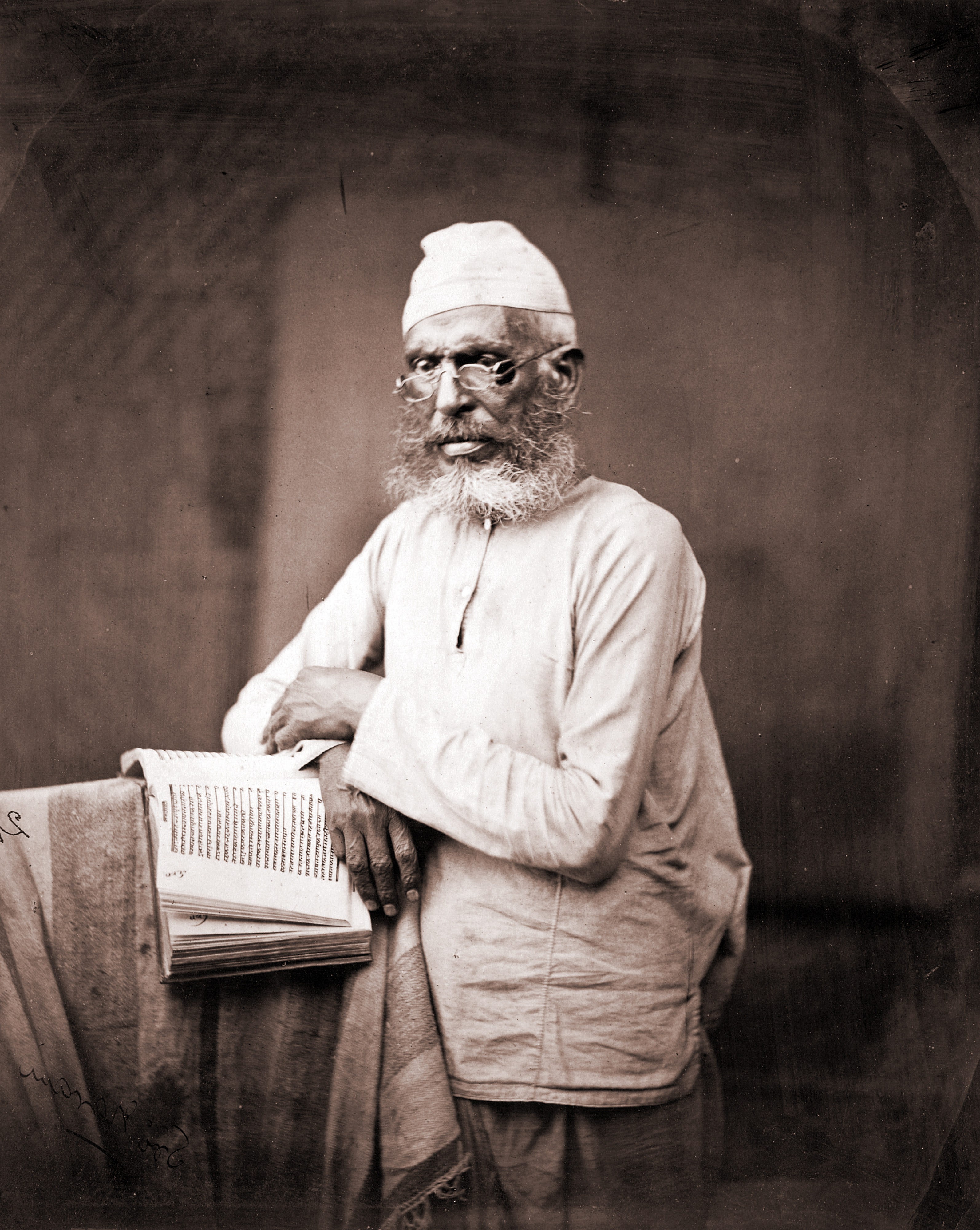
Un savant musulman, photographié vers 1860 dans l'est du Bengale.

Un ouléma ou uléma (de l'arabe علماء ʿulamā’, pluriel de عالم ʿālim) est un théologien de l'islam. 
Dans le monde chiite duodécimain, on parle plutôt de hodjatoleslam.

## Fonction
L'ouléma est un théologien musulman effectuant des recherches dans le domaine coranique et de la tradition prophétique (sunna), mais son savoir peut aller bien au-delà de la connaissance théologique. Généralement indépendant du pouvoir séculier, il est le gardien de la tradition musulmane et un homme de référence.
Dans les pays dont la langue a une influence perse (Iran, Afghanistan, sous-continent indien, Turquie), ainsi que dans les communautés chiites (mais pas seulement), on parle plutôt de « hodjatoleslam », pour des fonctions analogues.

## Étymologie
En arabe, le mot ʿālim (عالِم) signifie « savant », son pluriel est ʿulamā’ (عُلَماء). Le ʿālim est « celui qui détient la science » (ʿilm), mot de la racine ع ل م qui donne le verbe « ʿalima », « savoir », « connaître ». Le mot français « ouléma » (« oulémas » au pluriel), bien que singulier, est donc issu du pluriel arabe, comme c'est le cas, par exemple, pour « moudjahidine ». 
Le terme « ouléma » (ou « uléma ») apparaît pour la première fois dans la langue française en 1765, dans l'Encyclopédie de Diderot, par l'intermédiaire du turc « ulema », lui-même emprunté à l'arabe « ʿulamā’ », et il est accepté en français depuis 1835.
La racine ع ل م donne aussi le terme « al-'Alīm » (العليم), qui, dans le Coran, s'applique à Allah et se traduit couramment en français par « l'Omniscient ». Ce qualificatif est l'un de 99 noms de Dieu. Toutefois, la graphie de ʿalīm n'est pas la même que celle de ʿālim, il s'agit donc de deux mots différents. 

## Différence entre mufti et ouléma

### Grands muftis de l'Empire ottoman
Dans chaque État issu de l'ancien Empire ottoman, le pouvoir nomme un grand mufti, plus haute autorité religieuse du pays. En général, le mufti devait passer devant un comité d'oulémas, afin d'évaluer sa maîtrise des sciences islamiques.

### Muftis aujourd'hui
Aujourd’hui encore, dans la plupart des anciens territoires de l'Empire ottoman (de la Tunisie au sultanat d'Oman), mais également dans certains pays d'Asie centrale, le mufti constitue la plus haute autorité religieuse.
Par conséquent, il n'y a pas toujours de mufti aujourd'hui dans les pays n'ayant jamais été sous contrôle ou influence ottomane (comme le Maroc ou l'Indonésie).
Par ailleurs, les pays ayant un système de muftis désignent également un grand mufti à leur tête.
L'élection du grand mufti diffère selon les pays. En Arabie saoudite, par exemple, il est désigné par le roi. Dans d'autres cas, notamment comme en Égypte, le grand mufti peut être élu par le conseil des grands oulémas de la mosquée Al-Azhar.

## Rôle des oulémas selon les pays

### Oulémas au Maroc
Les oulémas ont toujours eu un rôle consultatif dans les affaires religieuses au Maroc. Toutefois, les oulémas n'ont jamais formé de corps homogène et seuls les plus réputés savaient porter leur voix. C’est à eux que s’adressait le sultan pour demander une opinion légale et c’est à travers eux qu’il s’adressait à l’ensemble des oulémas.
La principale raison du manque de structure était due aux multiples allégeances des oulémas : lignée de chorfas, appartenance à une zaouïa, etc.
Les oulémas d'Al Quaraouiyine, notamment, ont régulièrement assisté, voire critiqué, en cas de désaccord les actions des sultans du Maroc, créant ainsi une sorte de balance ou de contre-pouvoir.
À partir du règne de Moulay Rachid, deuxième sultan alaouite, les étudiants d'Al Quaraouiyine avaient même instauré le rituel de Nozhat Talaba et de l’élection du sultan Tolba. Chaque année, un étudiant avait droit aux apparats du sultan pour deux semaines.
Par ailleurs, les oulémas avaient également leur rôle dans le choix du nouveau sultan, car ce n'est que par un dahir de Mohammed V que la primauté à l'aîné est instaurée au Maroc. Précédemment, l'on pouvait choisir parmi l'ensemble des descendants du sultan pour la succession.
Finalement, les grands oulémas sont également invités à signer l'acte de la bay’a (cérémonie d'allégeance).
Aujourd'hui, le rôle religieux et consultatif des oulémas est plus structuré avec l’existence d'un Conseil supérieur des oulémas.

Par ailleurs, les oulémas sont sous l'autorité religieuse du roi, qui est également « commandeur des croyants » (amīr al-mu‘minīn).

### Oulémas en Égypte
Les oulémas de la mosquée Al-Azhar sont parmi les plus reconnus et écoutés en islam.
L'imam de la mosquée Al-Azhar — actuellement Ahmed el-Tayeb — est la plus haute autorité de l'islam acharite, en Égypte. Le grand mufti d'Égypte est Shawki Allam.

### Oulémas en Arabie saoudite
Bien que l'Arabie saoudite soit une monarchie absolue, le roi doit également recueillir un consensus au sein de la famille royale et parmi les chefs religieux, les oulémas, parmi lesquels il désigne un Comité des oulémas. La tendance des oulémas saoudiens est salafiste wahhabite. Par ailleurs, les oulémas saoudiens doivent aussi travailler avec le grand mufti d'Arabie saoudite ; personne la plus influente pour ce qui est du wahhabisme et chef du Comité permanent des recherches islamiques et de la délivrance des fatwas.
L'ensemble de ces religieux travaillent principalement sur le droit saoudien.

### Oulémas en Algérie
Historiquement, l'Algérie a rassemblé des grands oulémas passé, notamment à Tlemcen.
À partir de la colonisation française, les oulémas ont pris un rôle secondaire dans le conseil religieux, étant donné que les mosquées étaient dirigées par des professeurs recrutés par le ministère des Affaires indigènes. Il a toutefois existé des mouvements, comme l'Association des oulémas musulmans algériens, à partir de 1931.
À la suite de l'indépendance, l'Algérie n'a pas donné beaucoup d'importance à l'organisation de l'islam national. Il a un Haut-Conseil islamique lié au pouvoir, mais dans la réalité cette désorganisation a été le terreau du développement de mouvements islamistes ayant mené à la « décennie noire ». 
Aujourd'hui, l'Algérie essaye de restructurer « l'islam algérien » et le ministère des Affaires religieuses et des Wakfs a annoncé la création d'une institution appelée Mufti de la République, dont les membres seront nommés par le Président de la République.